# حسین بهاروند
حسین بهاروند (زادهٔ ۶ اسفند ۱۳۵۰) دانشمند ایرانی، محقق در حوزه زیست‌شناسی و عضو هیئت علمی پژوهشگاه رویان، برگزیدهٔ مقیم کشورهای اسلامی جایزه مصطفی ۲۰۱۹، برندهٔ جایزهٔ TWAS در سال ۲۰۱۹ و عضو پیوستهٔ فرهنگستان علوم است. از بهاروند به عنوان پدر سلول‌های بنیادی ایران یاد می‌شود.

## زندگی
بهاروند در ۶ اسفند ۱۳۵۰ در اصفهان به دنیا آمد. پدر و مادرش از اهالی خرم‌آباد هستند. او در سال ۱۳۷۳ از دانشگاه شیراز مدرک کارشناسی، و در سال ۱۳۷۵ از دانشگاه شهید بهشتی مدرک کارشناسی ارشد، و سال ۱۳۸۳ از دانشگاه خوارزمی موفق به دریافت مدرک دکترای در زمینه زیست‌شناسی تکوینی گردید. در سال ۱۳۷۴ به پژوهشگاه رویان پیوست، و سال ۱۳۸۲ گروه سلول‌های بنیادی، و در سال ۱۳۸۹ پژوهشکده زیست‌شناسی و فناوری سلول‌های بنیادی را تأسیس کرد.

## فعالیت
او در سال ۱۳۸۲ برای اولین بار سلول‌های بنیادی جنینی انسانی و موشی را در ایران تولید کرد و در سال ۱۳۸۷ به همراه همکارانش موفق به تولید سلول‌های بنیادی پرتوان القائی انسانی و موشی شد.

### کتاب
- Regenerative Medicine and Cell Therapy
- Advances in Stem Cell Research
- Trends in Stem Cell Biology and Technology

## جوایز
تا کنون از او بیش از ۳۵۰ مقاله علمی بین‌المللی، و چهار کتاب به زبان انگلیسی توسط انتشارات Springer و John Wiley به چاپ رسیده‌است. وی تا کنون موفق به کسب ۳۰ جایزه ملی و بین‌المللی شده‌است. به پاس خدمات ارزشمند ایشان مراسم تکریمی به همت بنیاد نخبگان استان لرستان، و با همکاری دانشگاه علوم پزشکی لرستان در سال ۱۳۹۸ با حضور جمعی از مسئولان، استادان دانشگاه، دانشجویان و  برتر برای ایشان برگزار شد.
- جایزه یونسکو در سال ۲۰۱۴
- جایزه فرهنگستان علوم جهان در سال ۲۰۱۹
- رتبه اول پژوهش‌های بنیادی در سی‌ودومین جشنواره بین‌المللی خوارزمی
- جایزه محقق برتر جهان اسلام در حوزه فناوری و علوم از ISESCO
- کتاب سلول‌های بنیادی به تألیف وی به عنوان کتاب برگزیده سال ۱۳۸۹ گردید.[۴]
- روای برگزیده در اولین جایزه کتاب روایت پیشرفت به دلیل تالیف کتاب سلول های بهاری.[۵]
- جایزه دکتر هادوی از جشنواره علمی فرهنگستان علوم پزشکی
- جایزه اول فناوری های نوین جشنواره رازی ۱۳۹۰[۶]
- استاد برجسته حیطه علوم پزشکی از سوی بنیاد بین‌المللی آکادمیک پروفسور یلدا و همچنین چهره تأثیرگذار بیوتکنولوژی[۴]
- جایزه علامه طباطبایی در سال ۱۳۹۳[۴]
- استاد ممتاز از سوی بنیاد ملی نخبگان و معاونت علمی و فناوری ریاست جمهوری
- جایزه مصطفی

## سوابق
- ریاست پژوهشکده سلول‌های بنیادی پژوهشگاه رویان (۱۳۸۵ تا کنون)
- عضو هیئت علمی پژوهشگاه رویان (۱۳۷۵ تا کنون)
- مدیر گروه زیست‌شناسی تکوینی، دانشگاه علم و فرهنگ (۱۳۸۶ تا کنون)

## رسانه
- کتاب سلول‌های بهاری به قلم بهنام باقری به روایت زندگی او می‌پردازد.
- مجموعهٔ تلویزیونی ذهن زیبا (۱۴۰۳–۱۴۰۲) به کارگردانی و نویسندگی سید محمدرضا خردمندان، اقتباسی آزاد از زندگی‌نامهٔ حسین بهاروند است. در این سریال امیرعلی دانایی ایفاگر نقش وی می‌باشد.